# Campeonato Europeo de Remo de 2011
El V Campeonato Europeo de Remo se celebró en Plovdiv (Bulgaria) entre el 16 y el 18 de septiembre de 2011 bajo la organización de la Federación Internacional de Sociedades de Remo (FISA) y la Federación Búlgara de Remo.
Las competiciones se realizaron en el canal de remo ubicado a un costado del río Maritsa, al oeste de la ciudad búlgara.

## Medallistas

### Masculino
| Evento                                 | Oro | Plata | Bronce |
| -------------------------------------- | --- | --- | --- |
| Scull individual M1X (18.09)           | Mindaugas Griškonis · Lituania · 7:02,74 | Falko Nolte · Alemania · 7:04,99 | Mario Vekić · Croacia · 7:08,17 |
| Doble scull M2X (18.09)                | Saulius Ritter · Rolandas Maščinskas · Lituania · 6:23,05 | Marko Marjanović Dušan Bogičević Serbia 6:24,90 | Artiom Kosov · Dmitri Jmylnin · Rusia · 6:25,87 |
| Cuatro scull M4X (18.09)               | Nikita Morgachov · Alexei Svirin · Igor Salov · Serguei Fedorovtsev · Rusia · 5:45,17                                                                                                  | Andrei Jämsä Allar Raja Tõnu Endrekson Kaspar Taimsoo Estonia 5:47,07                                                                                          | Konrad Wasielewski · Wiktor Chabel · Kamil Zajkowski · Piotr Licznerski · Polonia · 5:51,00                                                                                       |
| Dos sin timonel M2- (18.09)            | Nikólaos Guntulas · Apóstolos Guntulas · Grecia · 6:31,63 | Niccolò Mornati · Lorenzo Carboncini · Italia · 6:34,27 | Jovan Popović Nikola Stojić Serbia 6:43,97 |
| Cuatro sin timonel M4- (18.09)         | Steryos Papajristos · Ioannis Tsilis · Yeoryos Tzialas · Ioannis Jristu · Grecia · 5:58,12                                                                                             | Vadzim Lialin · Dzianis Mihal · Stanislau Shcharbachenia · Aliaxandr Kazubouski · Bielorrusia · 6:01,45                                                        | Mario Paonessa · Francesco Fossi · Luca Agamennoni · Andrea Palmisano · Italia · 6:06,10                                                                                          |
| Ocho con timonel M8+ (18.09)           | Marcin Brzeziński · Rafał Hejmej · Dariusz Radosz · Piotr Hojka · Mikołaj Burda · Piotr Juszczak · Krystian Aranowski · Michał Szpakowski · Daniel Trojanowski (t) · Polonia · 5:37,38 | Jiří Srna · Kornel Altman · David Szabó · Jan Pilc · Jakub Podrazil · Jakub Koloc · Petr Melichar · Matyáš Klang · Martin Šuma (t) · República Checa · 5:39,38 | Anton Joliaznykov · Viktor Hrebennykov · Ivan Tymko · Artem Moroz · Andri Pryveda · Valentyn Kletskoi · Oleh Lykov · Serhi Chykanov · Olexandr Konovaliuk (t) · Ucrania · 5:39,63 |
| Doble scull ligero LM2X (18.09)        | Lorenzo Bertini · Elia Luini · Italia · 6:28,83 | Eleftherios Kónsolas · Panayotis Magdanís · Grecia · 6:31,84                                                                                                   | Pedro Fraga Nuno Mendes Portugal 6:34,04 |
| Cuatro sin timonel ligero LM4- (18.09) | Daniele Danesin · Andrea Caianiello · Marcello Miani · Martino Goretti · Italia · 6:02,68                                                                                              | Jan Vetešník · Ondřej Vetešník · Jiří Kopáč · Miroslav Vraštil · República Checa · 6:05,63                                                                     | Nemanja Nešić Miloš Stanojević Nenad Babović Miloš Tomić Serbia 6:08,77 |

### Femenino
| Evento                          | Oro | Plata | Bronce |
| ------------------------------- | --- | --- | --- |
| Scull individual W1X (18.09)    | Miroslava Knapková · República Checa · 7:52,03 | Yuliya Levina · Rusia · 7:58,37 | Donata Vištartaitė · Lituania · 8:02,46 |
| Doble scull W2X (18.09)         | Anastasiya Kozhenkova · Yana Dementieva · Ucrania · 7:06,17 | Iva Obradović Ivana Filipović Serbia 7:08,27 | Lenka Antošová · Jitka Antošová · República Checa · 7:11,31 |
| Cuatro scull W4X (18.09)        | Svitlana Spiriujova · Nataliya Huba · Tetiana Kolesnikova · Kateryna Tarasenko · Ucrania · 6:35,75                                                                                                | Agnieszka Kobus · Karolina Gniadek · Sylwia Lewandowska · Natalia Madaj · Polonia · 6:35,30 | Cristina Ilie · Ioana Crăciun · Camelia Lupașcu · Nicoleta Albu · Rumania · 6:41,61                                                                                             |
| Dos sin timonel W2- (18.09)     | Camelia Lupașcu · Nicoleta Albu · Rumania · 7:29,22 | Yuliya Bichyk · Natalia Helaj · Bielorrusia · 7:31,50 | Claudia Wurzel · Sara Bertolasi · Italia · 7:37,79 |
| Ocho con timonel W8+ (18.09)    | Maria Diana Bursuc · Ionelia Zaharia · Cristina Grigoraș · Irina Dorneanu · Adelina Cojocariu · Andreea Boghian · Roxana Cogianu · Enikő Mironcic · Talida-Teodora Gîdoiu (t) · Rumania · 6:14,98 | Katsiaryna Shliupskaya · Marharyta Krechka · Volha Berazniova · Natalia Helaj · Hanna Najayeva · Tatsiana Kujta · Yuliya Bichyk · Anastasiya Fadzeyenka · Yaraslava Paulovich (t) · Bielorrusia · 6:20,52 | Oxana Holub · Hanna Hutsalenko · Olha Hurkovska · Nina Proskura · Olena Buriak · Svitlana Novichenko · Liubov Stashko · Hanna Kontseva · Hanna Novikova (t) · Ucrania · 6:23,82 |
| Doble scull ligero LW2X (18.09) | Jristina Yazitzidu · Alexandra Tsiavu · Grecia · 7:15,50 | Kathryn Twyman Andrea Dennis Reino Unido 7:20,26 | Laura Milani · Enrica Marasca · Italia · 7:24,88 |

## Medallero
| Núm. | País            | Oro | Plata | Bronce | Total |
| ---- | --------------- | --- | ----- | ------ | ----- |
| 1    | Grecia          | 3   | 1     | 0      | 4     |
| 2    | Italia          | 2   | 1     | 3      | 6     |
| 3    | Ucrania         | 2   | 0     | 2      | 4     |
| 4    | Lituania        | 2   | 0     | 1      | 3     |
| 4    | Rumania         | 2   | 0     | 1      | 3     |
| 6    | República Checa | 1   | 2     | 1      | 4     |
| 7    | Polonia         | 1   | 1     | 1      | 3     |
| 7    | Rusia           | 1   | 1     | 1      | 3     |
| 9    | Bielorrusia     | 0   | 3     | 0      | 3     |
| 10   | Serbia          | 0   | 2     | 2      | 4     |
| 11   | Alemania        | 0   | 1     | 0      | 1     |
| 11   | Estonia         | 0   | 1     | 0      | 1     |
| 11   | Reino Unido     | 0   | 1     | 0      | 1     |
| 14   | Croacia         | 0   | 0     | 1      | 1     |
| 14   | Portugal        | 0   | 0     | 1      | 1     |
|      | TOTAL           | 14  | 14    | 14     | 42    |